# Saint-Marc-à-Frongier
Saint-Marc-à-Frongier è un comune francese di 369 abitanti situato nel dipartimento della Creuse nella regione della Nuova Aquitania.

## Società

### Evoluzione demografica
Abitanti censiti